# موتور المان منحی‌زاده
موتور المان منحی‌زاده یک منطقهٔ مسکونی در ایران است که در دهستان جازموریان واقع شده‌است. موتور المان منحی‌زاده ۴۵ نفر جمعیت دارد.